# Hideko Takamine
Hideko Takamine (高峰 秀子 Takamine Hideko?, Hakodate, Hokkaidō, 27 de marzo de 1924 – Shibuya, Tokio, 28 de diciembre de 2010) fue una actriz japonesa que comenzó como actriz infantil y mantuvo su fama en una carrera que abarcó 50 años. Es particularmente conocida por sus colaboraciones con los directores Mikio Naruse y Keisuke Kinoshita, siendo Veinticuatro ojos (1954) y Nubes flotantes (1955) algunas de sus películas más destacadas.

## Biografía

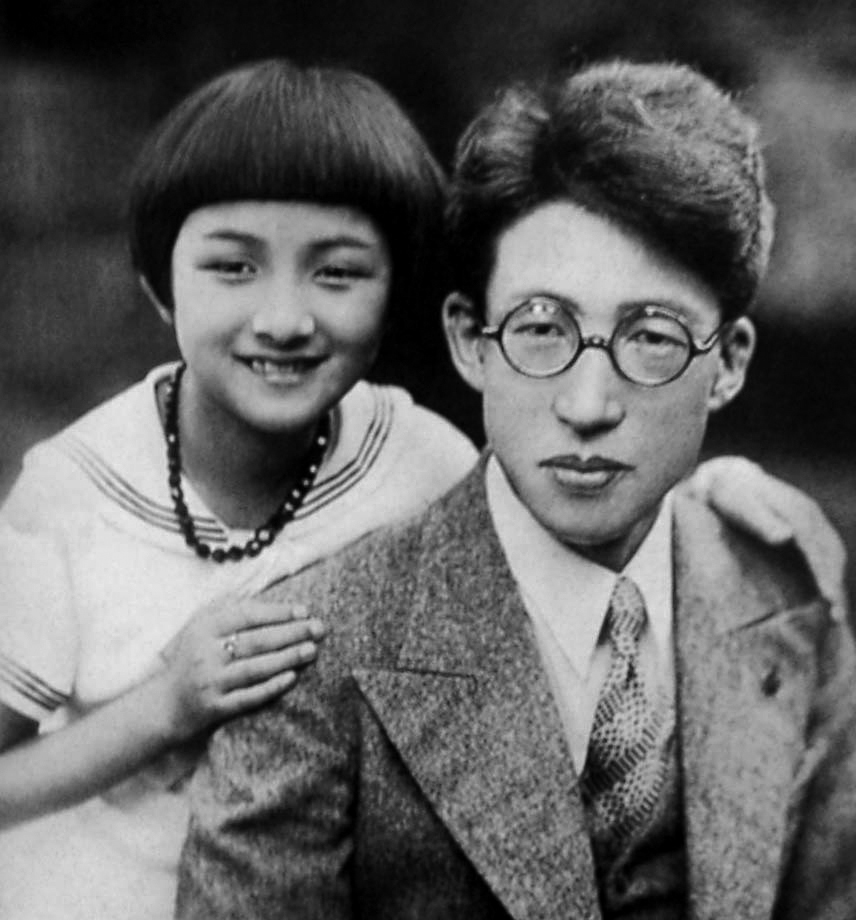
Takamine y el cantante Taro Shoji en 1934.

Takamine nació en Hakodate, Hokkaidō, en 1924. A la edad de cuatro años, tras la muerte de su madre, fue puesta al cuidado de su tía en Tokio. Su primer papel fue en la película Madre (Haha) de 1929 del estudio Shochiku, que le valió una tremenda popularidad como actriz infantil. Muchas de las películas de los inicios de su carrera fueron imitaciones de las películas de Shirley Temple.
Después de mudarse al estudio Tōhō en 1937, sus papeles dramáticos en Tsuzurikata kyōshitsu (1938) y Caballo (1941) de Kajirō Yamamoto le dieron fama adicional como estrella femenina. Realizó giras como cantante para entretener a las tropas japonesas y, después de la guerra, cantó para las tropas de ocupación estadounidenses en Tokio. Después de aparecer inicialmente en una película prosindical, Los que construyen el porvenir (1946), quedó consternada por las actitudes rígidas de los líderes y miembros del sindicato y, durante las huelgas de Tōhō de posguerra, se unió a un nuevo sindicato junto con nueve de las principales estrellas de Tōhō, que formaron el nuevo estudio Shintoho en 1947.
En 1950, dejó Shintoho y se convirtió en actriz independiente. Sus películas con los directores Keisuke Kinoshita y Mikio Naruse durante la década de 1950 la convirtieron en la principal estrella de Japón. Las películas notables de esta década incluyen la comedia satírica Carmen vuelve a casa (1951), el primer largometraje en color de Japón, y el drama pacifista Veinticuatro ojos (1954), ambas de Kinoshita, y Nubes flotantes (1955) y Cuando una mujer sube la escalera (1960) de Naruse.
Naruse la favoreció especialmente como actriz principal, apareciendo en 17 de sus películas entre 1941 y 1966, que son consideradas «algunas de sus mejores actuaciones» (Jasper Sharp), y su «personaje sensible pero ingenioso» resultó ideal para «las heroínas perseverantes y sufrientes de Naruse» (Alexander Jacoby). El historiador de cine Donald Richie describió a los personajes que interpretó de la siguiente manera: «Como tantas mujeres japonesas de entonces, querían más de la vida, pero no podían conseguirlo. Las mujeres descubrieron que es posible que la guerra hubiera terminado, pero no estaban en mejor situación. Todavía estaban bastante descontentas. Entonces, el tipo de roles que interpretó Takamine encajaban con el espíritu de la época, e incluso puede haberlo creado.» Comparando a Naruse y Kinoshita, Takamine explicó: «Aunque diferentes en estilo, compartían una aversión común a las cosas que no eran naturales. Lo que intenté hacer fue ser tan natural como las mujeres que vemos en las noticias, pero agregando un toque de dramatismo para que fuera aún más real.»
Se casó con el escritor y director Zenzo Matsuyama en 1955, pero continuó su carrera como actriz y afirmó que quería «crear un nuevo estilo de esposa que tenga un trabajo». Tras retirarse como actriz en 1979, publicó su autobiografía y varias colecciones de ensayos. Murió de cáncer de pulmón el 28 de diciembre de 2010 a la edad de 86 años.

## Filmografía seleccionada

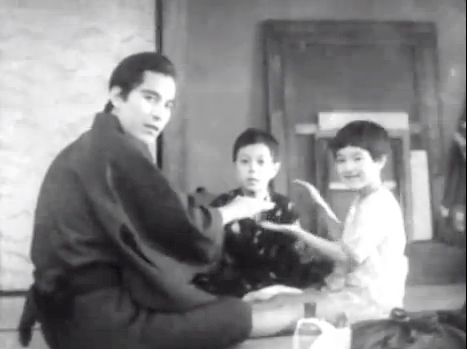
El coro de Tokio (1931).
De izquierda a derecha, Tokihiko Okada, Hideo Sugawara y Takamine.

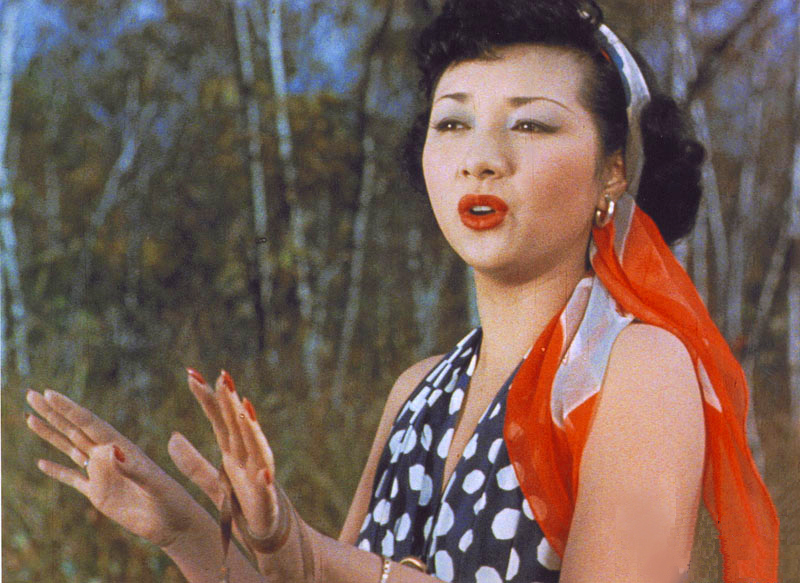
Takamine en Carmen vuelve a casa (1951)

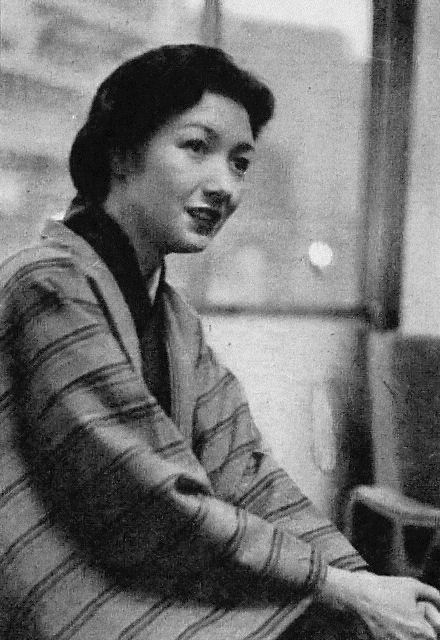
Takamine en 1954.

| Año  | Título                                           | Papel            | Director(es)                                  | Nota(s)                        |
| ---- | ------------------------------------------------ | ---------------- | --------------------------------------------- | ------------------------------ |
| 1929 | Madre                                            | Haruko           | Hōtei Nomura                                  | Debut cinematográfico          |
| 1931 | El coro de Tokio                                 | Miyoko           | Yasujirō Ozu                                  |                                |
| 1938 | Tsuzurikata kyōshitsu                            | Masako Toyoda    | Kajirō Yamamoto                               |                                |
| 1938 | Niji tatsu oka                                   | Yuri             | Toshio Ōtani                                  |                                |
| 1941 | Hideko, cobradora de autobús                     | Okoma            | Mikio Naruse                                  | Primera película con Naruse    |
| 1941 | Caballo                                          | Ine Onoda        | Kajirō Yamamoto                               |                                |
| 1943 | Ahen senso                                       | Rei Ran          | Masahiro Makino                               |                                |
| 1946 | Los que construyen el porvenir                   | Takamine         | Akira Kurosawa Hideo Sekigawa Kajirō Yamamoto |                                |
| 1946 | Aru yo no tonosama                               |                  | Teinosuke Kinugasa                            |                                |
| 1949 | Ginza kankan musume                              | Aki              | Koji Shima                                    |                                |
| 1950 | Las hermanas Munekata                            | Mariko Munekata  | Yasujirō Ozu                                  |                                |
| 1951 | Hogar, dulce hogar                               | Tomoko Uemura    | Noboru Nakamura                               |                                |
| 1951 | Carmen vuelve a casa                             | Kin Aoyama       | Keisuke Kinoshita                             | Primera película con Kinoshita |
| 1952 | El relámpago                                     | Kiyoko           | Mikio Naruse                                  |                                |
| 1952 | Carmen se enamora                                | Carmen           | Keisuke Kinoshita                             |                                |
| 1953 | Donde se ven las chimeneas                       | Senko Azuma      | Heinosuke Gosho                               |                                |
| 1953 | Gan                                              | Otama            | Shirō Toyoda                                  |                                |
| 1954 | El jardín de las mujeres                         | Yoshie Izushi    | Keisuke Kinoshita                             |                                |
| 1954 | Veinticuatro ojos                                | Hisako Ōishi     | Keisuke Kinoshita                             |                                |
| 1954 | Kono hiroi sora no dokoka ni                     | Yasuko           | Masaki Kobayashi                              |                                |
| 1955 | Nubes flotantes                                  | Yukiko Koda      | Mikio Naruse                                  |                                |
| 1956 | A la deriva                                      | Katsuyo          | Mikio Naruse                                  |                                |
| 1956 | Secreto de esposa                                | Kiyoko           | Mikio Naruse                                  |                                |
| 1957 | Una mujer indomable                              | Oshima           | Mikio Naruse                                  |                                |
| 1957 | Tiempos de alegría y dolor                       | Kiyoko Arisawa   | Keisuke Kinoshita                             |                                |
| 1958 | El hombre del carrito                            | Yoshiko Yoshioka | Hiroshi Inagaki                               |                                |
| 1960 | Cuando una mujer sube la escalera                | Keiko Yashiro    | Mikio Naruse                                  |                                |
| 1960 | Hijas, esposas y una madre                       | Sakanishi Kazuko | Mikio Naruse                                  |                                |
| 1960 | El río Fuefuki                                   | Okei             | Keisuke Kinoshita                             |                                |
| 1961 | Esposa y mujer                                   | Miho Nishigaki   | Mikio Naruse                                  |                                |
| 1961 | Nuestro mundo                                    | Akiko Katayama   | Zenzo Matsuyama                               |                                |
| 1961 | La condición humana III: La plegaria del soldado |                  | Masaki Kobayashi                              |                                |
| 1961 | Un amor inmortal                                 | Sadako           | Keisuke Kinoshita                             |                                |
| 1962 | Burari bura-bura monogatari                      | Komako           | Zenzo Matsuyama                               |                                |
| 1962 | Crónica de una trotamundos                       | Fumiko Hayashi   | Mikio Naruse                                  |                                |
| 1963 | La vida de una mujer                             | Nobuko Shimizu   | Mikio Naruse                                  |                                |
| 1964 | Tormento                                         | Reiko Morita     | Mikio Naruse                                  |                                |
| 1967 | La esposa del Dr. Hanaoka                        | Otsugi           | Yasuzo Masumura                               |                                |
| 1973 | Kôkotsu no hito                                  | Akiko Tachibana  | Shirō Toyoda                                  |                                |
| 1979 | Shodo satsujin: Musuko yo                        | Yukie Kawase     | Keisuke Kinoshita                             | Última película                |

## Premios
Premios de la Academia Japonesa
- 1996: Premios a la trayectoria profesional.

Premio Mainichi a la mejor actriz
- 1955: Veinticuatro ojos, Onna no sono, Kono hiroi sora no dokoka ni.
- 1956: Nubes flotantes.
- 1958: Tiempos de alegría y dolor, Una mujer indomable.
- 1962: Un amor inmortal, Nuestro mundo.

Premio Blue Ribbon a la mejor actriz
- 1955: Veinticuatro ojos, Onna no sono, Kono hiroi sora no dokoka ni.

Premio Kinema Junpo a la mejor actriz
- 1956: Nubes flotantes.